# Vought F4U Corsair
Vought F4U Corsair je američki jednomotorni lovac namijenjen djelovanju s nosača zrakoplova. Najviše se koristio u Drugom svjetskom ratu te potom u Korejskom ratu.

## Razvoj

### Počeci
1. veljače 1938. američka mornarica je izdala zahtjev za izradu novog jednosjednog lovca koji bi djelovao s nosača zrakoplova te bi koristio tada najsnažniji motor dostupan. Voughtov dizajnerski tim okupljen oko Rexa Biesela je odlučio napravit traženi zrakoplov (koji su oni označavali kao Model V-166B) oko 18-cilindričnog radijalnog Pratt & Whitney (P&W) XR2800 Double Wasp motora. Tako velikom motoru je bio potreban i velik propeler kako bi upio svu tu snagu pa je u dizajn uključen Hamilton Standardov trokraki propeler promjera 4,06 m koji je kasnije predstavljao svojevrsni problem jer je zahtijevao i visoko podvozje koje upravo zbog svoje visine nije bio dovoljno stabilano i čvrsto za slijetanje na kratke palube nosača zrakoplova. Rješenje je bilo nisko postavljeno invertirano krilo koje se iz korijena ponovno "uzdizalo" prema gore. Na taj način je omougćena ugradnja što kraćeg stajnog trapa (jer je krilo u koje su se uvlačili kotači bilo bliže tlu) a istovremeno je poboljšana aerodinamika i vidljivost pilota.

### Prototip
U lipnju 1938. američka mornarica je naručila izradu prototipa XF4U-1. Naoružanje su mu trebale činiti dvije 7,62 mm Browning strojnice u vrhu nosa i po jedan 12,7 mm Browning u svakom krilu. Za potrebe mornaričkih testiranja u zračnom tunelu Voughtovi inženjeri su na početku 1939. napravili maketu prototipa u prirodnoj veličini a 29. svibnja 1940. po prvi put je poletio i pravi letno sposobni prototip s testnim pilotom Lyman Bullardom Jr. za kontrolama. Tijekom leta zrakoplov su protresale jake vibracije na što se kasnije požalio i sam pilot. U srpnju iste godine zrakoplov je doživio nesreću kada ga je pilot Boone Guyton prinudno spustio na golfski teren jer mu je nevrijeme onemogućilo povratak u bazu a goriva je imao sve manje. Kao posljedica toga jedno krilo se u potpunosti slomilo, trup je bio cijeli izudaran no pilot je prošao samo s lakšim ozljedama. Nakon nekoliko mjeseci, prototip je popravljen te je 1. listopada 1940. demonstrirao svoje sposobnosti dostignuvši brzinu od 650 km/h. To su zasjenili ponavljajući problemi s motorem koji se često zapaljivao, gasio na velikim visinama te problemi s upravljanjem.

Navedeni problemi su jasno značili odgodu uvođenja u serijsku proizvodnju. Uz to dodatno odugovlačenje je predstavljala i činjenica da se dizajn trebao uvelike mijenjati jer je prema izvješćima iz Europe postalo jasno da su 7,62 mm strojnice preslabe za nove uvjete te su uklonjene a u svako krilo je ugrađena po još jedna 12,7 mm strojnica.

### Proizvodnja i ulazak u službu
Prva narudžba mornarice za 584 F4U-1, tada već nazvan Corsair, je položena 30. lipnja 1941. te je prvi serijski proizvedeni zrakoplov prvi put poletio 24. lipnja 1942., ponovno s testnim pilotom Boonom Guytonom za kontrolama.

Odmah nakon početka proizvodnje napravljeno je još nekoliko modifikacija na osnovnom dizjanu. Ugrađen je još jedan par strojnica (ukupno 6 x 12,7 mm), oko kokpita i spremnika ulja je postavljeno 70 kg zaštitnog oklopa plus neprobojni poklopac pilotske kabine te je ugrađen snažniji R-2800-8 Double Wasp kako bi se mogao nositi s ukupnim povećanjem težine.
Mornarica je prve serijske zrakoplove dobila 31. srpnja 1942. a 25. rujna iste godine su započela testiranja na nosaču zrakoplova USS Sangamon. Kao i ranije, pojavili su se problemi te se ulazak u službu pokazao kao iznimno težak. Pokolopac pilotske kabine u obliku "krletke" je ograničavao pilotovu preglednost, veliki propeler je mogao pomesti sve što mu se našlo na putu a najveći problem je bila Corsairova sklonost poskakivanju prilikom slijetanja što je moglo rezlutirati ne hvatanjem sigurnosne kuke za zaustavljanje ili potpunim gubitkom kontrole nad zrakoplovom.

Unatoč svemu ovome, proizvodnja se nastavila tako da je do kraja 1942. Vought napravio 178 zrakoplova.

Kako je vrijeme prije i nakon američkog ulaska u rat obilježilo užurbano uvođenje zrakoplova u službu, američke vlasti su i prije početka Voughtove proizvodnje potpisale ugovore o izradi Corsaira s drugima tvrtkama: u studenom 1941. s Goodyearom i u prosincu iste godine s Brewsterom. Goodyearova inačica F4U-1 je imala oznaku FG-1 te za razliku od originala nije imala sklopiva krila jer je bila namijenjena djelovanju s kopna. Prvi let FG-1 se odvio 25. veljače 1943. s početkom dostave u travnju iste godine. Brewsterova inačica Corsaira, F3A-1, je zapravo bila identična originalnom F4U-1. Prvi let je imala 26. travnja 1943. a dostave su počele u srpnju.

## Dizajn
Corsair je bio iznimno izdržljiv zrakoplov te je imao veliku količinu oklopa za zaštitu vitalnih dijelova. Početni problemi oko poskakivanja prilikom slijetanja su kasnije rješavani jer su Voughtovi inženjeri proveli dosta vremena u pokušajima pronalaženja rješenja.

### Inačice

#### F4U-1A, F4U-1B i F4U-1D
689-i serijski F4U-1 je u sebi sadržavao brojne važne promjene u odnosu na svoje prethodnike. Najuočljiviji je bio kokpit koji je uzdignut za 18 cm, novi poklopac kabine te povišeni repni kotač, sve u svrhu poboljšanja pilotske vidljivost iz kokpita.

Od 1550-tog F4U-1 počeo se ugrađivati R-2800-8W motor koji je imao mogućnost ubrizgavanja mješavine vode i metanola za dodatnu snagu. Kasnije su svi zrakoplovi s izmijenjenim poklopcem kabine i pratećim modifikacijama dobili oznaku F4U-1A a Goodyearov ekvivalent oznaku FG-1A.

## Tehničke karakteristike (F4U-1A)
Osnovne karakteristike
- posada: 1
- dužina: 10,1 m
- raspon krila: 12,5 m
- površina krila: 29,17 m2
- visina: 4,90 m

Letne karakteristike
- najveća brzina: 684 km/h
- dolet: 1.634 km
- brzina penjanja: 16,2 m/s
- najveća visina leta: 11.200 m
- motor: 1 x Pratt & Whitney R-2800-8W radialni motor